# Unified Shoot Wrestling Federation
Unified Shoot Wrestling Federation（ユニファイド・シュート・レスリング・フェデレーション、略称USWF）は、アメリカ合衆国の総合格闘技団体。テキサス州を拠点に活動し、ロデオ会場などで開催されていた。

## 概要
1990年代、プロレスラーの息子で小学校の体育教師でもある総合格闘家のスティーブ・ネルソンが創設した。
2000年6月、スティーブ・ネルソンが教師の仕事に専念するため、エヴァン・タナーが新代表に就任した。

## ルール
試合場はリングで行い、掌底、ロープエスケープ（2回で一本負け）が認められたルールを採用していたが、2000年にテキサス州で総合格闘技がスポーツとして認可されると、NJSACB制定の統一ルールに移行した。

## 階級
| 階級           | 重量区分         |
| -------------- | ---------------- |
| ヘビー級       | +200lbs: +90.7kg |
| ライトヘビー級 | -200lbs: -90.7kg |
| ミドル級       | -170lbs: -77.1kg |
| ライト級       | -145lbs: -65.8kg |

## 認定王者
- エヴァン・タナー
- エリック・ペイン
- ジェイ・ジャック
- スティーブ・ネルソン
- ベッキー・レビー
- ブレント・メドレー
- ポール・ジョーンズ
- マイケル・ビュール
- リチャード・ヘス
- レオナルド・ガルシア